# De Vlaamsche Wachter
De Vlaamsche Wachter was een Belgisch Nederlandstalig activistisch-clandestien tijdschrift.

## Historiek
De eerste editie verscheen in januari 1917, tijdens de Eerste Wereldoorlog. Het tijdschrift droeg de ondertitel "Den Vaderlant ghetrouwe Blijf ick tot inden doot". De laatste editie verscheen in november 1918.
Een opmerkelijke publicatie in het tijdschrift was Joannes. Katholiek Passivistisch antwoord op Lodewijk Dosfel Katholiek Aktivistisch verweerschrift van Constant Eeckels dat in het mei-nummer van 1918 verscheen en doordrongen van katholiek en Vlaams idealisme het standpunt van de activisten bevocht.

## Historisch document
- Digitaal archief De Vlaamsche Wachter; Het Archief
- Digitaal archief De Vlaamsche Wachter (1917 - 1918); The Belgian War Press (CegeSoma)